# Ілія Куча
Митриполит І́лія (Ку́ча) — Митрополит Київський, Галицький і всієї Руси.

## Життєпис
У 1576 році літній Митрополит Іона, відчуваючи, що не в силах виконувати свої високі обов'язки, вирішив поступитися Митрополичим престолом Ілії Кучі, залишивши за собою главенство в духовних справах до своєї кончини. Король Стефан Баторій затвердив Ілію Кучу, видавши йому відповідну грамоту від 23 вересня 1576 року. Після цього Ілія був пострижений у чернецтво і висвячений у сан єпископа з титулом «нареченого» Митрополита. По смерті Митрополита Іони король відправив (у квітні 1577 року) грамоту Патріарху Ієремії II, де сповіщав про кончину Митрополита, і що його наступником призначений королем «смиренний владика Ілія Куча». Король просив благословити нового кандидата на Митрополію, обіцяючи надіслати Патріарху гроші та інші подарунки.
Правління нового Митрополита було недовгим. Про його діяльність збереглося мало відомостей: востаннє згаданий в лютому 1579 року. Дослідники вважають, що того ж року він помер.